# ザ・ダスクフォール
ザ・ダスクフォール（The Duskfall）は、スウェーデンのメロディック・デスメタルバンドである。

## 略歴
1999年に、元ゲイツ・オヴ・イシュターのミカエル・サンドルフ (Ds)とグレン・スヴェンソン (G)の2人を中心に結成。トミー・コヌー (B)、ヨニー・アールグレン (G)、ペル・ヨハンソン (Vo)をメンバーに、Soulashというバンド名で活動を始める。
同年には、1stデモ『Demo 1999』をリリースする。その後、ペル・ヨハンソンが脱退した。これを契機に、バンド名をThe Duskfallに変更する。また、ボーカリストが脱退したため、ミカエル・サンドルフがボーカルにスイッチし、ゲイツ・オヴ・イシュターでギタリストとして活動していた、ウルバン・カールソンをドラマーとして迎えた。しかし、それから間もなく、ヨニー・アールグレン、ウルバン・カールソン、トミー・コヌーの3人が解雇された。
ゲイツ・オヴ・イシュターでドラマーとして活動していたことのあるオスカー・カールソンを迎え、ミカエル・サンドルフがボーカルに加えて、ギター及びベースを兼任して、The Duskfallとしては初となるデモ『Deliverance』をリリースした。
2001年後半には、カイ・モーリン (B)、カイ・ヤーコラ (Vo)が加入し、ミカエル・サンドルフがギター専任になる。
2002年にBlack Lotus Recordsと契約。1stアルバム『Frailty』をリリース。
オリジナル・メンバーのグレン・スヴェンソンが脱退し、ヨアキム・リンドバック (G)が加入して、2ndアルバム『Source』をリリース。
2004年にヨアキム・リンドバックが脱退し、アンティ・リンドホルム (G)が加入。レーベルをニュークリア・ブラストに移した。2005年初めに、カイ・モーリンが脱退した。そのため、アンティ・リンドホルムがベースを兼任して、3rdアルバム『Lifetime Supply Of Guilt』をレコーディングした。その後、2005年半ばにベーシストとして、マルコ・エローネンが加入した。
そして、ベーシストがマルコ・エローネンから、マッテ・ヤーニルに交代して、4thアルバム『The Dying Wonders Of The World』をリリース。4thアルバムリリース後、ミカエル・サンドルフが脱退の意向を示した。バンドの中心人物であり、メイン・ソングライターのミカエル・サンドルフが脱退の意向を示したため、バンドは今後の活動を断念し、解散することになった。その後、オスカー・カールソンがメンバーのヘルトレインにミカエル・サンドルフとマッテ・ヤーニルが加入した。
2014年に再結成。再結成前から引き続き参加しているのは、中心メンバーだったミカエル・サンドルフ (G)のみで、新たに元エンゲルのマグヌス・カラヴォルン (Vo)、ロニー・エドルンド (G)、キム・ビョール (B)、フレドリック・アンデション (Ds)が参加することになった。同年5月には、ドイツのアポスタシー・レコードと契約した。同年6月末に、再結成から半年と経たずにキム・ビョールが脱退。脱退の原因は、多忙となってしまったことから、バンド活動に時間を使えなくなってしまったため。キムに代わって、ヨナタン・ストーム (B)が加入した。同年11月、復活作となる5thアルバム『Where the Tree Stands Dead』をリリース。
2015年4月、ボーカリストのマグヌス・カラヴォルンが脱退。1か月後の5月に、ベーシストのヨナタン・ストームがボーカリストに転向し、新たにアントン・リンドバック (B)が加入した。しかし、11月末にはヨナタンの脱退が発表され、新たにフィンランド出身のアキ・ハッキネン (Vo)が加入した。
2016年2月には、ドラマーがフレドリック・アンデションからセバスティアン・リンドグレンに交代している。6月に、初来日をはたす。同年12月にロニー・エドルンドが脱退し、ヤコブ・ビョーンフォット (G)が加入した。
2017年6月初旬にアキ・ハッキネンが脱退したことが発表された。バンドは新しいボーカリストを探すとしていたが、12月16日に地元ルーレオで開催されたライヴで、ミカエル・サンドルフがボーカリストに転向し、元ギタリストのロニー・エドルンドが復帰することが発表された。サンドルフがボーカリストを担うのは2001年以来、実に16年ぶりの事である。10月には、新たにブラック・ライオン・レコードと契約したことを発表した。翌2018年春、6thアルバム『The Everlasting Shadows』をリリース予定とされたが、リリースは先延ばしとなり、2019年末に2020年初頭よりミキシングに入ると発表された。また、ヤコブ・ビョーンフォットが脱退し、パトリック・フォールンド (G)が加入したことも発表された。

## メンバー

### 現在のメンバー
- ミカエル・サンドルフ (Mikael Sandorf) - ボーカル (1999年 - 2008年、2014年 - )

ゲイツ・オヴ・イシュター、ヘルトレイン、デスバウンドでも活動。また、ザ・ダスクフォール結成時の担当はドラムで、その後ボーカル専任、ボーカル兼ギター兼ベースを経て、ギター専任となった。2017年のアキ・ハッキネン脱退に伴いボーカル専任となった。
- パトリック・フォールンド (Patrik Forlund) - ギター (2019年 - )
- ロニー・エドルンド (Ronny Edlund) - リズムギター (2014年 - 2016年、2017年 - )
- アントン・リンドバック (Anton Lindbäck) - ベース (2015年 - )
- セバスティアン・リンドグレン (Sebastian Lindgren) - ドラムス (2016年 - )

### 元メンバー
- ペル・ヨハンソン (Pär Johansson) - ボーカル (1999年 - 2000年)

現在、トーチベアラー、Satarielで活動。
- カイ・ヤーコラ (Kai Jaakkola) - ボーカル (2001年 - 2008年)

Necromicon、Deathboundで活動中。また、デスチェインでは、K.J.Khaosと名乗って活動中。
- マグヌス・カラヴォルン (Magnus Klavborn) - ボーカル (2014年 - 2015年)

エンゲルでも活動。
- ヨナタン・ストーム (Jonatan Storm) - ボーカル (2014年 - 2015年)

2014年の加入時は、ベーシストとして加入。2015年にボーカリストのマグヌス・カラヴォルン脱退を受けて、ボーカリストに転向した。
- アキ・ハッキネン (Aki Häkkinen) - ボーカル (2015年 - 2017年)

パーフェクト・ケイオス、ナショナル・ナパーム・シンジケートでも活動。
- ヨニー・アールグレン (Jonny Ahlgren) - ギター (1999年 - 2001年)
- グレン・スヴェンソン (Glenn Svensson) - ギター (1999年 - 2002年)
- ヨアキム・リンドバック (Joachim Lindbäck) - ギター (2003年 - 2004年)
- アンティ・リンドホルム (Antti Lindholm) - ギター (2004年 - 2008年)

3rdアルバム『Lifetime Supply Of Guilt』では、ベースも兼任した。
- ヤコブ・ビョーンフォット (Jakob Björnfot) - リードギター (2016年 - 2019年)
- トミー・コヌー (Tommi Konu) - ベース (1999年 - 2001年)

現在、Daemonicus、Deathboundで活動。
- カイ・モーリン (Kaj Molin) - ベース (2001年 - 2005年)
- マルコ・エローネン (Marco Eronen) - ベース (2005年 - 2006年)

ダスクフォールのアルバムには参加していない。
- マッテ・ヤーニル (Matte W Jarnil) - ベース (2006年 - 2008年)

現在は、ヘルトレインでも活動。
- キム・ビョール (Kim Bjäle) - ベース (2014年)
- ウルバン・カールソン (Urban Carlsson) - ドラムス (2001年)

ゲイツ・オヴ・イシュターでギタリストとして活動していた。
- オスカー・カールソン (Oskar Karlsson) - ドラムス (2001年 - 2008年)

2016年3月逝去。
ゲイツ・オヴ・イシュター、デフレッシュド、エヴァードーン、Scheitan、ヘルトレインでも活動していた。
- フレドリック・アンデション (Fredrik Andersson) - ドラムス (2014年 - 2016年)

ヘルトレインでも活動。アモン・アマース、ディス・エンディングのドラマー及びマーダックのドラマーは其々同姓同名の別人。

## ディスコグラフィ
- 1999年 Demo 1999 (Soulash名義)(デモ)
- 2001年 Deliverance (デモ)
- 2002年 Frailty
- 2003年 Source
- 2005年 Lifetime Supply of Guilt
- 2007年 The Dying Wonders of the World
- 2014年 Where the Tree Stands Dead
- 2018年 The Everlasting Shadows (予定)